# Спурий Ларций Флав
Спурий Ларций Флав или Руф (лат. Spurius Lartius Flavus или Rufus) — политический деятель первых лет Римской республики, дважды консул, участник героической обороны Свайного моста (Pons Sublicius).

## Биография
Семья Ларциев происходила из Этрурии. Их номен происходит от этрусского преномена Ларс.
Брат Спурия, Тит Ларций Флав, также дважды занимал должность консула (в 501 и 493 годах до нашей эры) и стал первым римским диктатором в 501 году.
Последний царь Рима Тарквиний Гордый не смирился со своим изгнанием, которое случилось в 509 году до нашей эры. Он стал искать помощь у Ларса Порсены, царя города Клузий. Порсена вступился за Тарквиния и объявил римлянам войну.
Несмотря на то, что римляне тщательно подготовили холм Яникул к обороне, Порсена с лёгкостью его взял и оттуда пошёл к мосту, возле которого расположилась римская армия. Правым флангом этой армии командовали Спурий Ларций и Тит Герминий Аквилин. Завязалась долгая битва, одна сторона долго не уступала другой, однако вскоре сказалось численное преимущество армии Порсены. Сначала бежал левый римский фланг, состоящий из молодых граждан, затем правый, состоящий из пожилых, а затем всё римское войско бросилось бежать по узкому мосту. Если бы нападавшие прошли за римлянами, то они бы овладели городом, так как с этой стороны Рим был совершенно беззащитен.
Однако этого не случилось, так как три человека стали решили удерживать этот мост ото всей армии Порсены. Этими людьми были Спурий Ларций, Тит Герминий Аквилин и Публий Гораций Коклес, племянник тогдашнего консула Марка Горация Пульвилла. На таком узком мосту противник не мог атаковать их всеми силами, а потому даже три человека были для него серьезной помехой. Когда же все отступившие добрались до другого берега, Коклес сказал остальным идти туда же и обрушить мост. Также он попросил перед самым обрушением моста подать ему какой-нибудь сигнал, дабы он смог попытаться спастись. Пока Спурий Ларций и Тит Герминий шли к другому берегу, Коклес уже в одиночку противостоял воинам Порсены. Те не смогли одолеть его в ближнем бою и решили закидать его дротиками. Однако Коклес был трудноуязвим, так как был скрыт за щитом и грудой тел павших этрусков. Воинам Порсены удалось нанести ему несколько ран, однако они не смогли его убить. Тем временем Спурий и Тит добрались до другого берега и исполнили всё так, как сказал Коклес. Увидев сигнал, Коклес прыгнул в реку и переплыл её вместе с оружием. В тот же момент мост рухнул, и Рим не был захвачен в тот день.
В следующем году Спурий Ларций и Тит Герминий стали консулами. В этом году не произошло важных событий, и некоторые исследователи считают, что имена героев обороны моста вписали, дабы заполнить пробел в один год, который образовался из-за того, что в это время Порсена удерживал город.
В 490 году до н. э. Спурий Ларций был вновь избран консулом. Его коллегой был Квинт Сульпиций Камерин Корнут. В тот год Гней Марций Кориолан вёл вольскское войско на Рим. Консулы вели с ним переговоры, однако они не могли согласиться на его условия. Положение спасло посольство женщин во главе с женой и матерью Кориолана, которое тронуло его сердце и заставило отказаться от своей затеи.
В 480 году он был избран интеррексом для избрания новых консулов. В том же году он призывал к войне с этрусским городом Вейи.